# Atlético Junior
Club Deportivo Popular Junior F.C. S.A., auch bekannt unter seinem früheren offiziellen Namen Atlético Junior und als Junior de Barranquilla, ist ein Fußballverein aus der Stadt Barranquilla an der Karibik-Küste von Kolumbien. Junior wird auch „Los Tiburones“ (Die Haie), genannt.

## Geschichte
Der Verein erregte erstmals internationale Aufmerksamkeit als sich 1968 der legendäre Brasilianer Garrincha kurzfristig dem Verein anschloss. Er war aber in jener Zeit aufgrund seiner Physis nicht mehr in der Lage dem Verein mehr als ein Ausrufezeichen zu geben.
Atlético Junior gewann bereits die Meisterschaften von 1977 und 1980, doch als die große Zeit gelten die Jahre zu Anfang der 1990er als der Verein mit dem zweimaligen Südamerikanischen Fußballer des Jahres Carlos Valderrama, der als bester kolumbianischer Spieler aller Zeiten gilt, zwei weitere Titel einfahren konnte. Diese Mannschaft unterlag in der Copa Libertadores 1994 erst im Halbfinale dem späteren Sieger Vélez Sarsfield aus Argentinien.
Nach dieser Episode wurde mehr Wert auf die Entwicklung von Eigengewächsen gelegt. Der nächste große Erfolg stellte sich aber erst wieder 2004 ein, als Atlético Junior durch einen Sieg im Elfmeterschießen gegen Atlético Nacional aus Medellín die bis 2010 letzte Meisterschaft gewinnen konnte. Der Argentinier Omar Sebastián Pérez galt als das Herz jener Mannschaft.
Erneut Meister wurde Junior in den Rückserie 2010.
Unter dem im Januar 2015 verpflichteten Trainer Alexis Mendoza konnte der Verein 2015 zum ersten Mal kolumbianischer Pokalsieger werden. Zudem konnte Junior 2015 und 2016 zwei Vizemeisterschaften erreichen. Alexis Mendoza trat jedoch im Juli 2016 aufgrund eines Konflikts mit dem Besitzers des Clubs, Fuad Char, zurück. Unter dem als Ersatz für Mendoza verpflichteten Trainer Giovanni Hernández verfehlte der Verein aber den Einzug in die Finalrunde der Finalización. Durch die gute Hinserie konnte sich der Verein aber für die Vorrunde zur Copa Libertadores 2017 qualifizieren. Dennoch wurde im November 2016 die Entlassung von Hernández bekannt gegeben. Als neuer Trainer für die Spielzeit 2017 wurde im Dezember Alberto Gamero vorgestellt, der vorher als Trainer von Deportes Tolima erfolgreich war. Nach einem schwachen Saisonstart wurde Gamero jedoch bereits im März 2017 wieder entlassen. Ihn ersetzte der Uruguayer Julio Comesaña, der damit seine siebte Amtszeit bei Junior begann. Den Einzug in die Finalrunde verfehlte Junior als Zwölfter relativ deutlich. Im November 2017 gewann Junior zum zweiten Mal den kolumbianischen Pokal und qualifizierte sich damit für die Copa Libertadores 2018. In der Meisterschaft wurde Junior in der Ligaphase der Finalización Erster, scheiterte im Anschluss aber im Viertelfinale an América de Cali. Im Anschluss verkündete Julio Comesaña seinen Abschied als Trainer. Als Nachfolger wurde im Dezember 2017 Alexis Mendoza bekannt gegeben. Nach mäßigen Erfolgen, vor allem in der Copa Libertadores, musste Mendoza am 9. April 2018 sein Trainer-Posten abgeben. Nachfolger ist sein Vorgänger Julio Comesaña. Dieser führte Junior zum größten internationalen Erfolg in der Geschichte des Clubs. Durch Elfmeterschießen im Finale knapp entschieden, wurde Junior Vizemeister in der Copa Sudamericana 2018. Drei Tage später, am 16. Dezember 2018 wurde Junior zum achten Mal kolumbianischer Landesmeister.
Für die Saison 2019 wurde Luis Fernando Suárez als neuer Cheftrainer verpflichtet. Zu Beginn der Spielzeit 2019 konnte Junior gegen Deportes Tolima die Superliga de Colombia gewinnen. Nach fehlenden Erfolge in der Copa Libertadores 2019, wurde Luis Fernando Suárez Anfang Mai durch Julio Comesaña als Cheftrainer ersetzt, der zum 9. Mal diese Aufgabe beim Junior übernahm. Keine sechs Wochen später, am 12. Juni 2019 gewann Junior unter Comesaña die dritte und insgesamt die neunte kolumbianische Landesmeisterschaft.

## Stadion

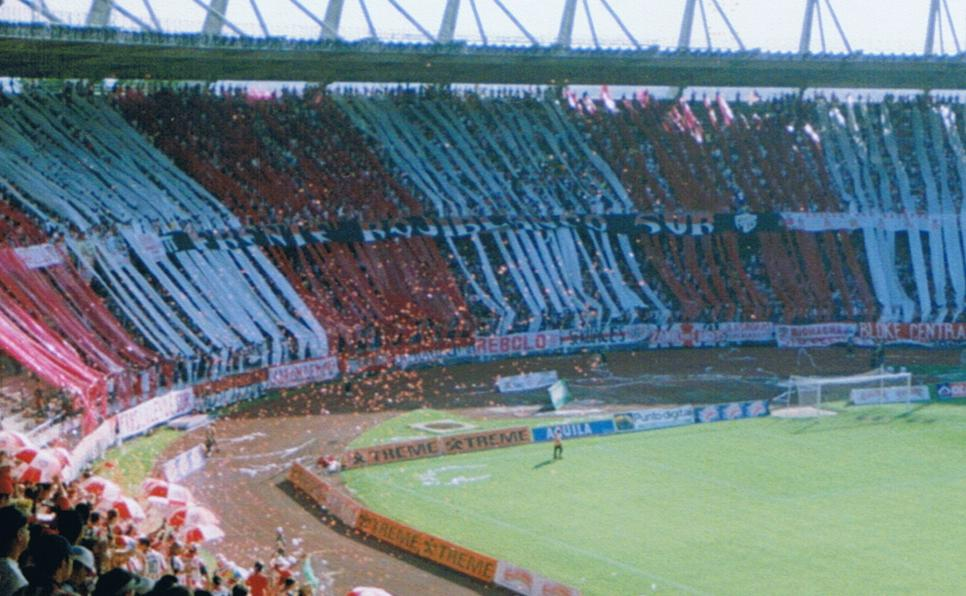
Estadio Metropolitano Roberto Meléndez

Junior trägt seine Heimspiele im Estadio Metropolitano Roberto Meléndez aus, welches ursprünglich für die Fußball-Weltmeisterschaft 1986, die ursprünglich in Kolumbien abgehalten werden sollte, erbaut wurde. Das Stadion wurde 1986 mit einem freundschaftlichen Fußball-Länderkampf zwischen Kolumbien und Uruguay eingeweiht, den die Gäste mit 2:1 gewannen.
Das einstmals 60.000 Zuschauer fassende Mehrzweckstadion bietet dieser Tage nur noch 50.000 Plätze an. Es dient auch als offizielle Heimstätte der kolumbianischen Nationalmannschaft und war eine Austragungsstätte bei der Copa América 2001.

## Trivia
Das Vereinsmaskottchen war eine Eule, die unter dem Dach des Stadions heimisch war. Die Eule flog auch zum Teil während Spielen durchs Stadion und landete dabei sogar gelegentlich auf dem Spielfeld. Zum Eklat kam es am 27. Februar 2011, als bei dem Meisterschaftsspiel gegen Deportivo Pereira die Eule verletzt wurde. Zuerst wurde die Eule am Spielfeld von einem Ball getroffen und lag benommen am Boden. Der Deportivo-Verteidiger Luis Moreno beförderte das Tier anschließend mit einem Tritt vom Feld. Die Aktion entzürnte nicht nur die Fans, die kolumbianische Umweltbehörde leitete sogar ein Verfahren wegen Tierquälerei ein. Die Eule wurde unmittelbar nach der Aktion in eine Tierklinik gebracht und dort versorgt. Der Verein gab zunächst an, dass die Eule lediglich einen Beinbruch erlitten habe.
Am 2. März 2011 wurde aber bekannt, dass die Eule an einer zu hohen Milchsäure-Konzentration verstarb.

## Reebok Cup (1997)
Im Jahr 1997 nimmt Junior am ersten Internationalen Reebok Cup teil. Zusammen mit den Mannschaften Borussia Mönchengladbach, Necaxa aus Mexiko und Brasiliens damaliger Meister Palmeiras São Paulo. Mit einem Sieg durch Elfmeterschießen nach einem 2:2-Unentschieden gegen Palmeiras stand Junior im Finale zusammen mit Borussia Mönchengladbach, die zuvor Necaxa 2:1 besiegt hatten.
Im Finale am 27. Juli im Soldier Field, Chicago (USA) bezwang Junior Borussia Mönchengladbach mit 2:0.

## Erfolge
- Kolumbianischer Meister: 1977, 1980, 1993, 1995, 2004-II, 2010-I, 2011-II, 2018-II, 2019-I
- Kolumbianischer Pokalsieger: 2015, 2017
- Sieger der Superliga de Colombia: 2019, 2020

### Internationale Wettbewerbe
Durch seine Erfolge in den diversen nationalen Wettbewerben qualifizierte sich Junior immer wieder für die südamerikanischen Wettbewerbe. Seinen größten Erfolg erreichte der Club Junior de Barranquilla am 12. Dezember 2018 mit der Vizemeisterschaft der Copa Sudamericana, vergleichbar mit der UEFA Europa League im europäischen Fußball.
| Wettbewerb                        | Saison                                                                                               |
| --------------------------------- | --- |
| Copa Libertadores de América (16) | 1971, 1978, 1981, 1984, 1994, 1996, 2000, 2001, 2005, 2010, 2011, 2012, 2017, 2018, 2019, 2020, 2021 |
| Copa Sudamericana (5)             | 2004, 2015, 2016, 2017, 2018                                                                         |
| Copa Conmebol (1)                 | 1992                                                                                                 |

## Trainer
- Jorge Luis Pinto (2003–2004, 2011)
- José Eugenio Hernández (2011–2012)[17]
- Giovanni Hernández (2016)[18]
- Alberto Gamero (2016–2017)[19]
- Alexis Mendoza (2015–2016, 2017–2018)[20]
- Luis Fernando Suárez (2019)
- Julio Comesaña (1991, 1992–1994, 1997, 2002, 2008–2009, 2014, 2017, 2018, 2019–2020)[21]
- Luis Amaranto Perea (seit dem 14. September 2020)

## Ehemalige Spieler
- Roberto Meléndez
- Efraín Sánchez
- Imre Danko
- Marco Coll[22]
- Garrincha
- Heleno de Freitas
- Quarentinha
- Dida
- Víctor Ephanor
- Carlos Valderrama
- René Higuita
- Jorge Bolaño
- Carlos Bacca
- Teófilo Gutiérrez
- Edwin Cardona
- John Jairo Mosquera
- Luis Díaz
- Edgardo Bauza
- Juan Ramón Verón
- Carlos Babintong
- Carlos Ischia
- Omar Sebastián Pérez
- Sebastián Viera
- Pierre-François Aubameyang